# Taddeo Barberini
Pour les articles homonymes, voir Famille Barberini.
Taddeo Barberini (italien: Taddeo Barberini, I principe di Palestrina; 16 novembre 1603, Rome - 14 novembre 1647, Paris) était un noble italien de la famille Barberini, prince de Palestrina, gonfalonier de l'Église et commandant de l'armée papale. Neveu du pape Urbain VIII et frère des cardinaux Francesco et Antonio Barberini, il eut une grande influence sur la politique, la religion, l’art, la musique et l’architecture de l'Italie du XVIIe siècle.

## Biographie
Né en 1603, Taddeo Barberini était fils de Carlo Barberini et Costanza Magalotti. Il était le neveu des frères Maffeo Barberini (futur pape Urbain VIII), Antonio Marcello Barberini (également cardinal) et Lorenzo Magalotti. Il était aussi le frère de Francesco Barberini et Antonio Barberini, les deux ont été nommés cardinaux lorsque son oncle est devenu pape. Comme ses frères, Taddeo fit ses études au Collegio Romano.

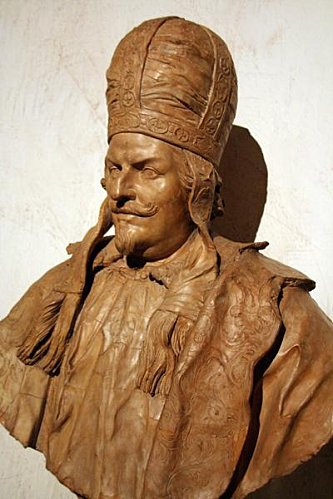
Buste de Taddeo Barberini

À partir de 1623 quand Maffeo Barberini devient pape sous le nom de Urbain VIII, le sort de Taddeo Barberini s'est sensiblement amélioré. Le népotisme du pape était à un tel point que les papes qui l'ont suivi ont promis d'agir différemment. Taddeo a été presque immédiatement nommé gonfalonier de l'Église ; commandant de l'armée papale, bien que pendant les conflits ultérieurs son frère le cardinal Antonio Barberini commanda aussi les troupes pontificales et mercenaires sur le champ de bataille.
En 1624, Taddeo Barberini a pris le contrôle du duché d'Urbino, échu à Urbain VIII après la mort de Frédéric Ubaldo della Rovere,. Son père François Marie Ier della Rovere récupère alors le trône, et constatant l'extinction de sa lignée, il lègue tous les biens de sa maison aux États pontificaux avant de mourir en 1631.
Le 14 octobre 1627 Taddeo Barberini épouse à Castel Gandolfo Anna Colonna, fille de Filippo I Colonna, lors d'une somptueuse cérémonie présidée par le pape lui-même. L'accord négocié par le cardinal Fabrizio Verospi entre les Barberini et les Colonna stipulant une dot d'une valeur d'environ 180 000 scudi et un château appartenant à la famille Colonna à Anticoli ainsi que le transfert de la commune de Palestrina devenue un fief des Barberini permettant à la famille de désigner l'un de ses membres comme Prince de Palestrina. Carlo Barberini le fils premier-né de Taddeo a par la suite renoncé au droit d'hériter les titres de son père qui par conséquent ont échu à son second fils, Maffeo.
Comme prince de Palestrina, Taddeo a amélioré les bâtiments et crée de nouveaux services. Il a reconstruit le Palais Barberini (qui abrite encore la mosaïque du Nil de Palestrina), et plus tard son fils Maffeo a construit une nouvelle église à proximité. Taddeo a même construit au cours de son administration un petit casino privé qui a été fermée dans la mesure où les Princes qui lui ont succédé n'avaient aucun intérêt au jeu.
En 1631, le pape Urbain VII le nomme gouverneur de Borgo, commandant du château Saint-Ange et préfet de Rome. L'investiture de Taddeo comme préfet a été célébré en grande pompe.
En 1632, la fortune de Taddeo était estimée à environ quatre milliards de scudi et que pendant les 21 années de pontificat d'Urbain VIII, Taddeo a amassé une fortune d'environ 42 millions de scudi.
En 1635, le revenu annuel de Taddeo est estimé à 100 000. 

### Guerre de Castro
En 1639, Odoardo Farnese, duc de Parme et de Plaisance, se rend à Rome et se dispute avec les deux frères de Taddeo. Le pape Urbain VII réagit en interdisant les expéditions de grain des zones contrôlées par l'église. Comme les Farnese sont incapables de payer leurs dettes, il leur envoie des agents de recouvrement. Enfin, les troupes de pape occupent Castro. Les forces du pape étaient dirigés par Antonio Barberini, Luigi Mattei et Fabrizio Savelli. Savelli s'étant avéré peu enthousiaste, Taddeo Barberini est nommé à sa place. Castro tombe sans réelle résistance mais la victoire est de courte durée et les troupes pontificales subissent des revers significatifs obligeant le pape à signer un traité de paix avec les ducs Farnèse dans le but de les empêcher de marcher sur Rome.

## Exil et mort

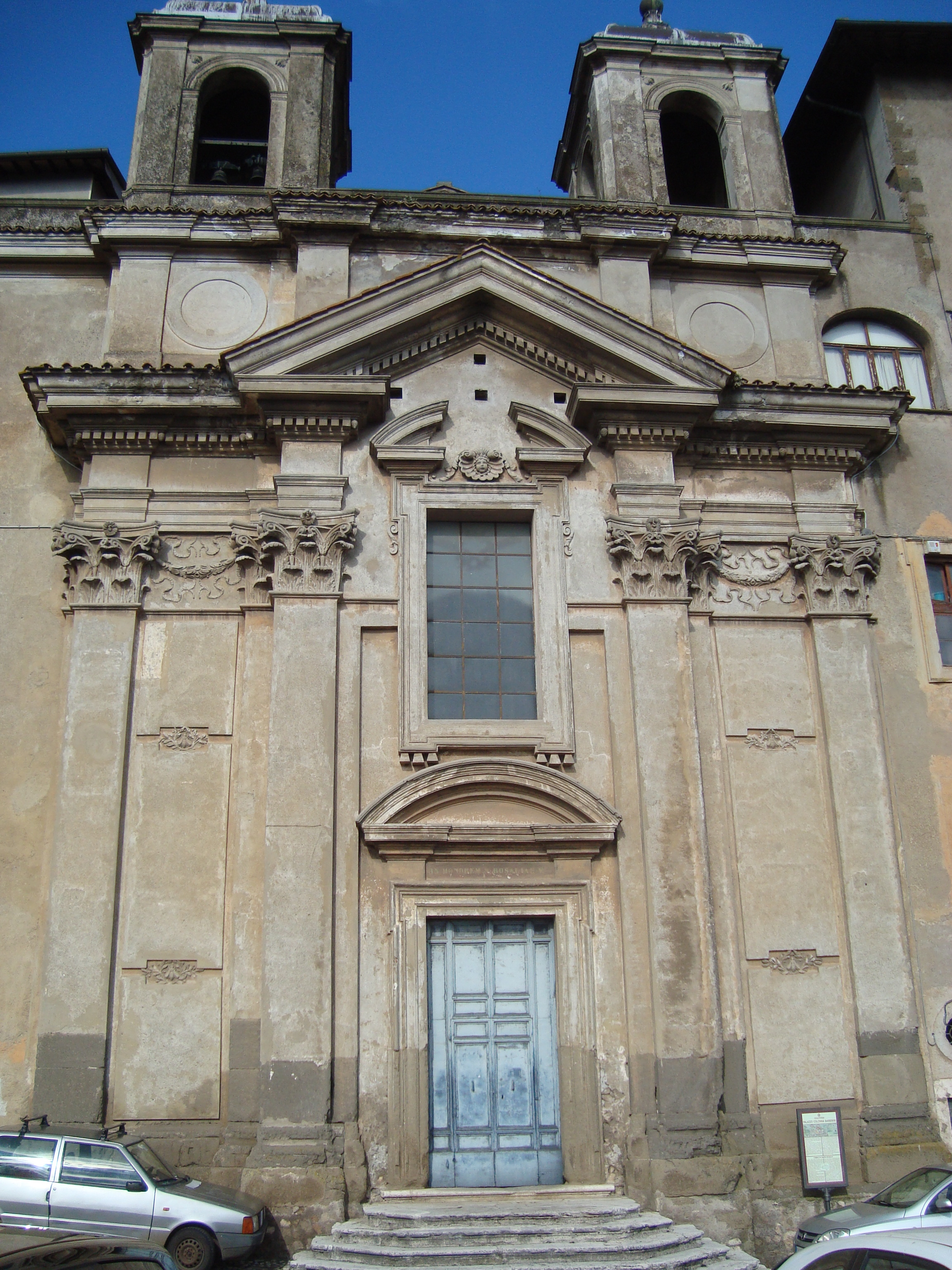
Église Santa Rosalia de Palestrina

En 1644, le pape Urbain VIII oncle de Taddeo meurt et le Collège des cardinaux élit pape Innocent X, de la famille Pamphili. Au conclave de 1644, les frères cardinaux de Taddeo ont passé un contrat pour assurer la sécurité de la fortune de leur famille mais le nouveau pape refuse d'honorer l'accord et lance une enquête sur les allégations d'abus financiers pendant la première guerre de Castro. En 1645-1646 Taddeo Barberini et ses frères sont contraints à l'exil et s'enfuient à Paris où ils sont accueillis par le cardinal Jules Mazarin qui intervient auprès du pape Innocent X, lequel accepte finalement que les Barberini puissent récupérer leurs biens ; mais ceux-ci restent en exil pendant plusieurs années et Taddeo Barberini meurt en 1647 en exil en France.

## Descendance

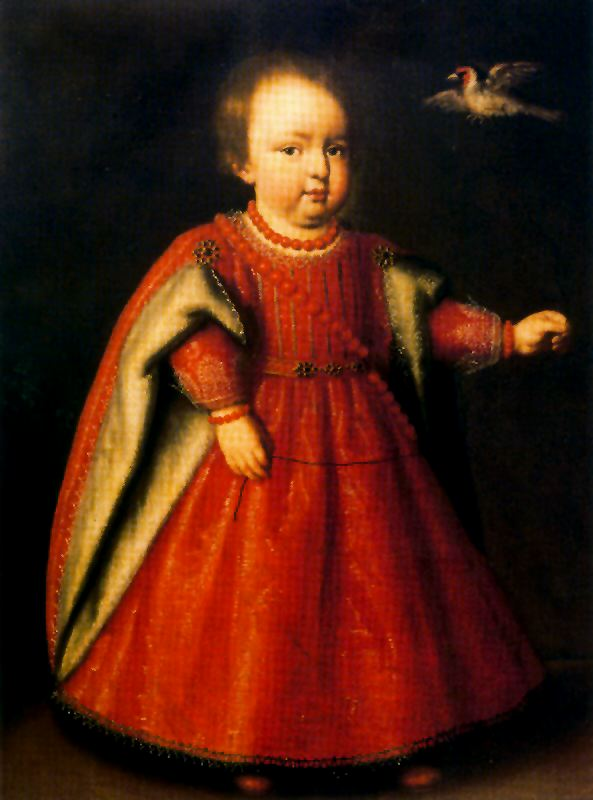
Portrait de Camilla Barberini peu avant sa mort, par Tiberio Titi.

Taddeo et Anna Colonna ont eu cinq enfants :
- Lucrezia Barberini (1628–1699) épouse de François Ier d'Este, duc de Modène ;
- Camilla Barberini (1629–1631), morte à l'âge de deux ans ;
- Carlo Barberini (1630–1704) cardinal ;
- Maffeo Barberini (1631–1685) prince de Palestrina, épouse Olimpia Giustiniani ;
- Niccolò Maria Barberini (1635–1699)[1].